# 北岳山
北岳山（プガクサン、북악산）は、ソウル・鐘路区の景福宮北側にある山で、白岳山ともいう。仁王山（イヌァンサン）、駱山（ナクサン）、南山（ナムサン）とともにソウル盆地を取り囲んでいる山で、花崗岩を基盤としており、高さは約342mである。景福宮の鎮山であり、ソウル城郭 (漢陽都城) の起点ともいえる。北岳山の東側の峠には粛靖門、西側には彰義門 (紫霞門) があり、南東側の山麓には三清公園がある。
入山時には身分確認が必要で、身分証を必ず持参しなければならず、公休日の翌日と毎週月曜日は登山のための立ち入りが禁止される。

## 参考
- (ko) : 北岳山、NAVER百科事典 (2012年6月19日閲覧)